# Alfred Fischer (botanik)
Alfred Fischer (ur. 17 grudnia 1858 w Miśni, zm. 27 marca 1913 w Lipsku) – niemiecki botanik i mykolog.
Wykładał botanikę na Uniwersytecie w Lipsku. Znany jest ze swojego sporu z Erwinem Frinkiem Smithem o rolę bakterii w patologii roślin.
W naukowych nazwach utworzonych przez niego taksonów dodawany jest skrót jego nazwiska A. Fisch.